# 科默納鄉

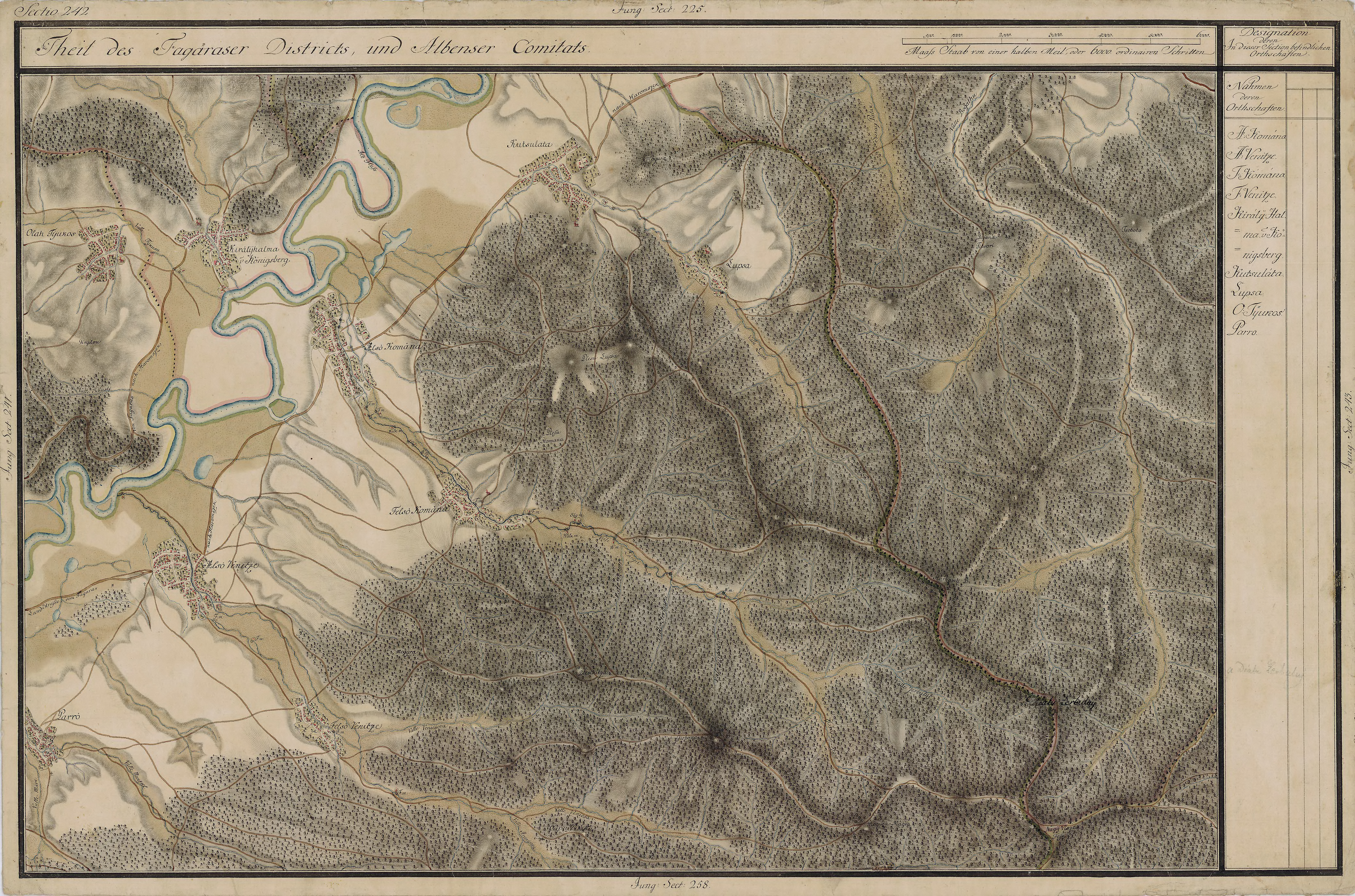

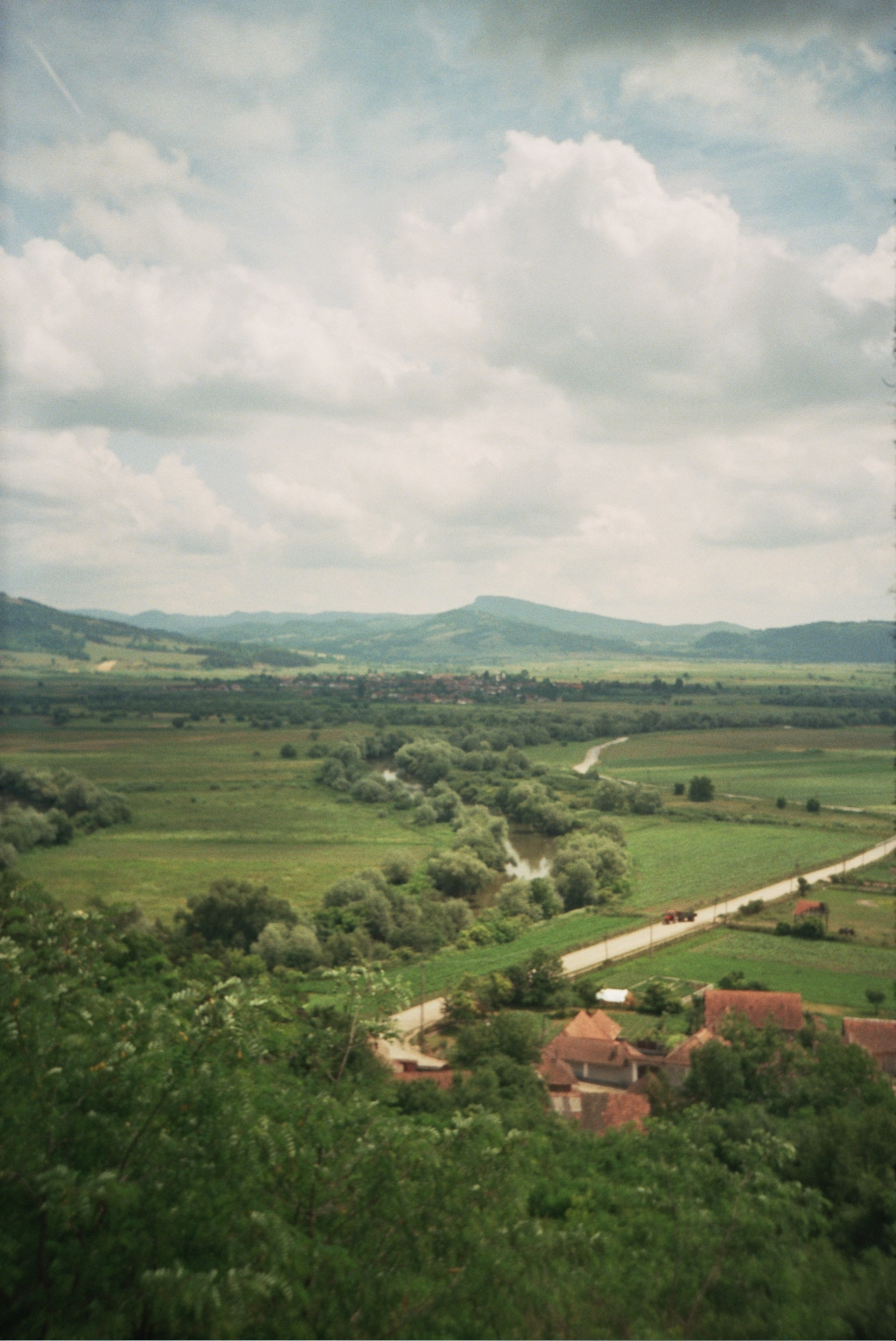

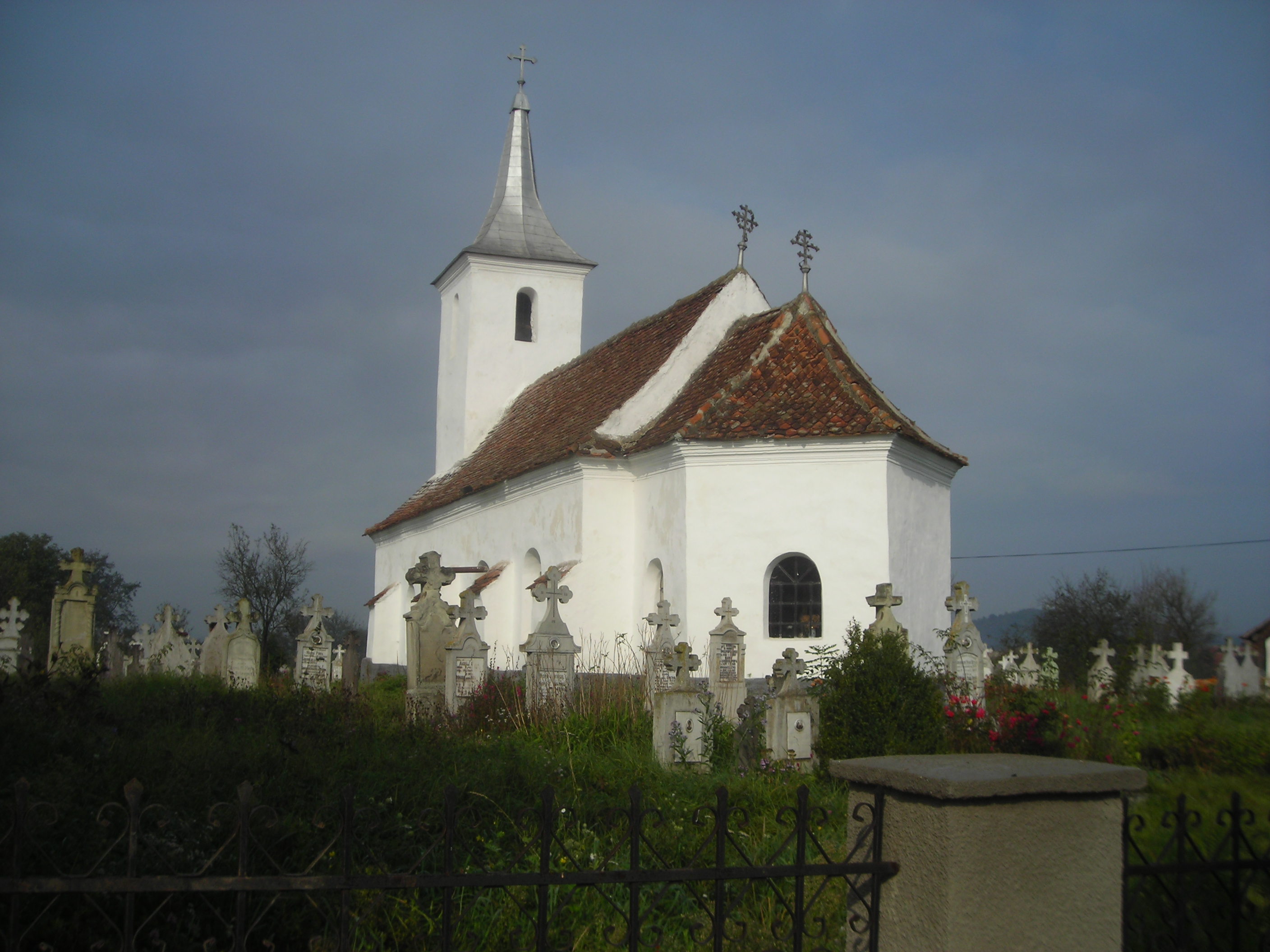

45°54′36″N 25°13′48″E / 45.91000°N 25.23000°E
科默納鄉（羅馬尼亞語：Comuna Comăna, Brașov），是羅馬尼亞的鄉份，位於該國中部，由布拉索夫縣負責管轄，面積99平方公里，海拔高度439米，2007年人口2,702，人口密度每平方公里27人。